# MY Lady MRD
Az MY Lady MRD, korábbi nevén Lady M (MY: motor yacht), egy 2015-ös építésű, máltai zászló alatt hajózó, magántulajdonban lévő jacht.

## Leírása
A hajót az olaszországi Viareggioban építették 2015-ben, a patinás hajógyártó vállalat, a Benetti üzemében, a belterét a Francois Zuretti cég tervezte és alakította ki. Öt lakosztályában összesen 10 utasnak van férőhelye, akiknek a kényelméről 7 fős legénység gondoskodik. A legfelső, ún. napozó fedélzeten jacuzzi és úszómedence is az utasok rendelkezésére áll. A hajozas.hu becslése szerint a hajó értéke nagyjából 20 millió euró (6 milliárd forint), 2020 februárjában eladásra hirdették meg, mintegy 16 millió euróért. A hajó óránként körülbelül 160 liter üzemanyagot fogyaszt, 11 csomós utazósebességgel.
2015 és 2018 között a hajó Lady M néven, kajmán-szigeteki zászló alatt közlekedett, 2018 végén vették nyilvántartásba Máltán, akkor kapta új nevét is. Kategóriája jelenleg a pleasure craft, ami a máltai szabályozás szerint annyit jelent, hogy a jármű nem adható bérbe, csak a tulajdonosa, és az ő vendégei használhatják.

## Politikai viták
A magyar politikai közéletben 2018-ban jelent meg, amikor nyilvánosságra került egy felvétel, amin Mészáros Lőrinc, Magyarország leggazdagabb embere ezen a hajón nyaral. Mészáros közismerten jó kapcsolatot ápol Orbán Viktor miniszterelnökkel, bírálói szerint a vagyonosodását is a politikai kapcsolatainak köszönheti. Az Átlátszó által megismert adatok szerint a kormánygépként használt, osztrák felségjelzésű Bombardier Global 6000 típusú repülőgép 2019-ben több alkalommal is járt azokon a pontokon, ahol a Lady MRD éppen tartózkodott. Mészáros Lőrincet 2018 januárjában fotózták le, a gép egyik utasaként. Ezen a repülőgépen egyébként Orbán Viktor is utazott már. 2018-ban a MÁV Magyar Államvasutak Zrt. elnök-vezérigazgatója, Homolya Róbert, Kovács Ernő kormánymegbízott, valamint Szíjj László, a kormányhoz ugyancsak közel álló üzletember is a hajón töltötte a vakációját. 2020-ban az EU szabályozás változása miatt nyilvánosságra kellett hozni, hogy a járművet birtokló L&L Charter Ltd. nevű offshore cég tulajdonosa Szíjj László.
2020. augusztus 16-án, az Átlátszó nyilvánosságra hozta, hogy Magyarország külgazdasági- és külügyminisztere, Szijjártó Péter a Lady MRD-n tölti a szabadidejét, családja körében. Mikor az Átlátszó riporterei megközelítették a hajót, azon kikapcsolták az AIS-t (Automatic Identification System), a tengeri navigáció legfontosabb berendezését, és a luxusjacht eltűnt a térképről. Ez az eset a magyarországi ellenzék körében kisebb botrányt okozott, mivel augusztus 16-án és 17-én a külügyminiszter Facebook-oldalára olyan fotókat posztolt, melyek az irodájában, munka közben ábrázolták. Menczer Tamás erre azt reagálta, hogy a miniszter a nyaralása alatt is dolgozik. Egyes vélemények szerint azonban az ügy a korrupció gyanúját veti fel, ugyanis a Lady MRD-hez hasonló, a Crystal 140 hajóosztályba tartozó jachtok nagyjából heti 60 millió forintért bérelhetőek, viszont Szijjártó bére csak havi bruttó 1,97 millió forint.